# Sima Sami Bahous
Sima Sami Bahous, ou Sima Bahous, née le 26 juin 1956, est une diplomate jordanienne.
Elle travaille successivement pour l'UNICEF et OMS, dirige des fondations royales en Jordanie, est conseillère du roi Abdallah II, préside le Conseil supérieur des médias. Elle est ensuite secrétaire générale adjointe de la Ligue des États arabes.
Elle devient en 2012 sous-secrétaire générale des Nations unies chargée de diverses responsabilités, notamment pour le Programme des Nations unies pour le développement.
Elle est, à partir d'août 2016, ambassadrice, représentante permanente de la Jordanie auprès des Nations unies.
En septembre 2021, elle est nommée directrice exécutive de l'ONU Femmes.

## Jeunesse et formation
Sima Sami Bahous est née le 26 juin 1956. Elle est titulaire d'un baccalauréat universitaire en littérature anglaise de l'université de Jordanie, d'une maîtrise en littérature et théâtre de l'université de l'Essex ainsi que d'un doctorat en communication et développement de l'université de l'Indiana,. Sa thèse soutenue en 1988 était intitulée « Politique de communication et planification pour le développement : The Jordan Television Corporation : Un sujet d'étude ».

## Carrière
Sima Bahous est la responsable des communications à l'antenne de du Fonds des Nations unies pour l'enfance (UNICEF) à Amman de 1994 à 1995. Elle est ensuite conseillère en développement à l'Organisation mondiale de la santé à Sanaa au Yémen de 1996 à 1997.
Elle revient en Jordanie en 1997 pour y occuper les fonctions de directrice exécutive de la fondation King Hussein et de la fondation Noor Al Hussein jusqu'en 2001. Elle est ensuite la responsable des médias et de l'information à la Cour royale de Jordanie et conseillère du roi Abdallah en 2005 et 2006,.
Sima Bahous est la présidente du Conseil supérieur des médias en Jordanie de 2006 à 2008. De 2008 à 2012, elle est la secrétaire générale adjointe de la Ligue des États arabes au Caire, dirigeant le département pour le développement social.
En février 2012, le secrétaire général des Nations unies Ban Ki-moon la nomme en qualité de sous-secrétaire générale, administratrice adjointe du Programme des Nations unies pour le développement (PNUD) et administratrice et directrice du bureau régional du PNUD pour les États arabes,.
En août 2016, Sima Bahous est nommée ambassadrice, représentante permanente de la Jordanie auprès de l'organisation des Nations unies à New York, en remplacement de Dina Kawar qui a été nommée ambassadrice de Jordanie aux États-Unis.
En septembre 2021, elle est nommée directrice exécutive de l'ONU Femmes.

## Publications
- Sima Bahous, « Creating Opportunities for Youth — The Way Forward for the Arab World », Huffington Post, 1er avril 2014

## Vie privée
Sima Bahous est mariée à Ziad Rifai et a une fille, Jahan.